# Вельяминов-Зернов, Владимир Владимирович
Владимир Владимирович Вельяминов-Зернов (31 октября [12 ноября] 1830, Санкт-Петербург — 17 [30] января 1904, Киев) — русский историк-востоковед, почётный член Академии наук (c 01.12.1890); попечитель Киевского учебного округа; тайный советник.

## Биография
Родился 31 октября (12 ноября) 1830 года.
Учился в Александровском лицее, который окончил в 1850 году. Ещё в Лицее у него появился интерес к восточным языкам, и он стал брать уроки еврейского языка — у Павского, арабского и персидского — у профессоров Петербургского университета и Института восточных языков. Поступив на службу в Азиатский департамент Министерства иностранных дел, в 1851 году Зернов-Вельяминов отправился в Оренбургскую губернию, где занялся практическим изучением тюркских наречий, до тех пор почти не исследованных. Здесь он написал свои «Исторические известия о киргиз-кайсаках в отношении России со Средней Азией со времён кончины Абдул-Хаир хана (1748—1765)», которые сначала были напечатаны в местных оренбургских газетах, потом вышли отдельной книгой (Уфа, 1853—1855).
Дела областного архива, касающиеся местных инородцев, послужили материалом для его «Источников для изучения тарханства, жалованного башкирам русскими государями» («Записки Академии Наук». 1864, Т. V. Приложение). Вернувшись в Петербург в 1856 году, Зернов-Вельяминов продолжил службу в азиатском департаменте. В 1859 году увидела свет его работа о бухарских и хивинских монетах, в которой наряду с описанием монет приводились переводы из восточных рукописей. В феврале 1859 года он был избран секретарём Восточного отделения Русского археологического общества, затем, с 1861 по 1872 год он являлся секретарём археологического общества.
В 1866 году в Санкт-Петербургском университете он получил степень доктора турецко-татарской словесности honoris causa
С 6 июня 1858 года был адъюнктом Императорской академии наук по разряду лингвистики историко-филологического отделения (мусульманские языки); с 1 декабря 1861 г. по 15 февраля 1878 г. — экстраординарный академик, первый академик-востоковед из числа русских учёных.
С 30 июля 1888 года он был назначен на должность попечителя Киевского учебного округа. В следующем, 1889 году, он стал председателем комиссии по разбору древних документов в Киевской, Волынской и Подольской губерниях. Состоял почётным членом общества Нестора-летописца. Совместно с председателем общества М. Ф. Владимирским-Будановым ему удалось добиться ежегодной субсидии в 800 рублей на издание «Чтений» общества.
В тайные советники был произведён 1 января 1891 года.
Умер в Киеве 17 (30) января 1904 года, после продолжительной и тяжёлой болезни. Похоронен в Малоархангельском уезде Орловской губернии.

## Научная деятельность
Начиная с 1860-х годов Владимир Владимирович напечатал свои известные 322 работы, посвящённые современному положению Кокандского ханства, историческим известиям о киргиз-кайсаках и отношениях России со Средней Азией, а также о Кокандском ханстве времени правления от Мухаммеда-Али до Худоярхана.
В 1863 году вышел первый том его «Исследования о касимовских царях и царевичах», основанного на тщательном и всестороннем изучении как русских, так и восточных источников («Труды Вост. Отд Императорского Археологического Общества» ч. IX, X, XI, 1863—1866 г., ч. XII, 1887; в немецком переводе Zenker’a, Лейпциг, 1867). Здесь автор попутно разъяснил целый ряд вопросов, связанных с историей Золотой Орды, Касимовского ханства, Крыма, Казани, Астрахани и Средней Азии.
Одновременно с этим трудом появились «Материалы для истории Крымского ханства» (СПб., 1864; французских перевод Лпц., 1864). «Словарь джагатайско-турецкий», изданный Зерновым-Вельяминовым в 1868 году, представлял, по словам Н. И. Веселовского, «издание образцовое и в области ориентализма едва ли имеющее равное себе». Из других его трудов важнейшие: «История курдов» (на персидском языке) и «Монеты бухарские и хивинские» («Зап. Археол. Общ.», т. XIII).
Длительное время он работал над подготовкой к печати персидского текста и русского перевода приобретённой им ещё в 1854 году, во время пребывания в Оренбургском крае, рукописи «Абдулла-наме» придворного историка Абдулла-хана II Хафиза Таныша — одного из важнейших источников по истории Средней Азии XVI века.

## Награды
российские
- орден Св. Владимира 2-й ст. (1896) и 3-й ст.
- орден Св. Анны 1-й ст. (1887)
- орден Св. Станислава 1-й ст.

иностранные
- персидский орден Льва и Солнца 2-й ст. со звездой
- турецкий орден Меджидие 3-й ст.
- бельгийский Орден Леопольда I (офицерский крест)
- сербский орден Св. Саввы 1-й ст.